# توماس غري (مركيز دورست الأول)
توماس غري، مركيز دورست الأول (بالإنجليزية:  Thomas Grey, 1st Marquess of Dorset )‏ ولد (1453 – 20 سبتمبر 1501)  كان رجلاًً نبيلاً وهو الابن الأصغر لإليزابيث وودفيل من زوجها الأول جون غري.